# كينسوكي اوشيو
كينسوكي اوشيو (باليابانية: 牛尾憲輔) هو ملحن ياباني. ولد يوم 1 مارس 1983 في طوكيو.

## الأعمال

### مسلسلات أنمي
- سبيس داندي (2014)
- ديفل مان: الطفل الباكي (2018)
- داندادان (2024)
- كوكون (2025)

### أفلام أنمي
- صوت صامت (2016)
- صوت! يوفونيوم (2018)

## روابط خارجية
- كينسوكي اوشيو على موقع IMDb (الإنجليزية)
- كينسوكي اوشيو على موقع ميوزك برينز (الإنجليزية)
- كينسوكي اوشيو على موقع ميوزك برينز (الإنجليزية)
- كينسوكي اوشيو على موقع ديسكوغز (الإنجليزية)
- كينسوكي اوشيو على موقع ديسكوغز (الإنجليزية)
- كينسوكي اوشيو على موقع قاعدة بيانات الفيلم (الإنجليزية)
- كينسوكي اوشيو على موقع ANN person (الإنجليزية)